# Vanderydsvattnet
Vanderydsvattnet (eller Kobergssjön) är en sjö i Lagmansereds och Upphärads socknar i Trollhättans kommun, Ale-Skövde socken i Lilla Edets kommun och Hålanda socken i Ale kommun i Västergötland och ingår i Göta älvs huvudavrinningsområde. Sjön är 16 meter djup, har en yta på 10,3 kvadratkilometer och befinner sig 73,1 meter över havet. Sjön gränsar till vildmarksområdet Risveden och avvattnas av vattendraget Slumpån.
Vanderydvattnet är en av Västergötlands största sjöar. Norra delen av sjön ligger i Trollhättans kommun, sydöstra delen i Ale kommun och sydvästra delen i Lilla Edets kommun.
Vid norra delen av sjön ligger Kobergs slott.
Per Osbeck, lärjunge till Carl von Linné, föddes på torpet Oset som ligger precis öster om sjön.

## Delavrinningsområde

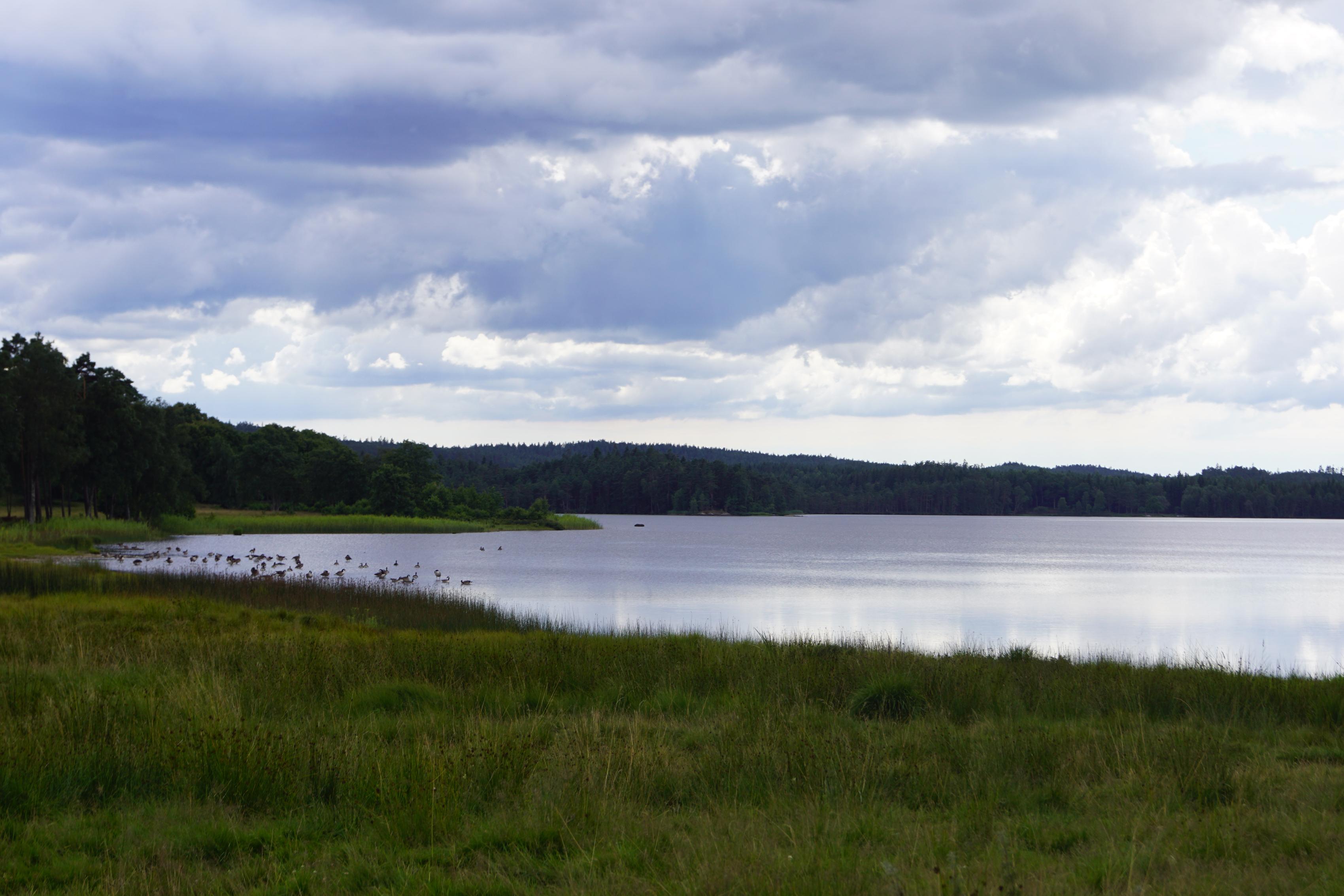
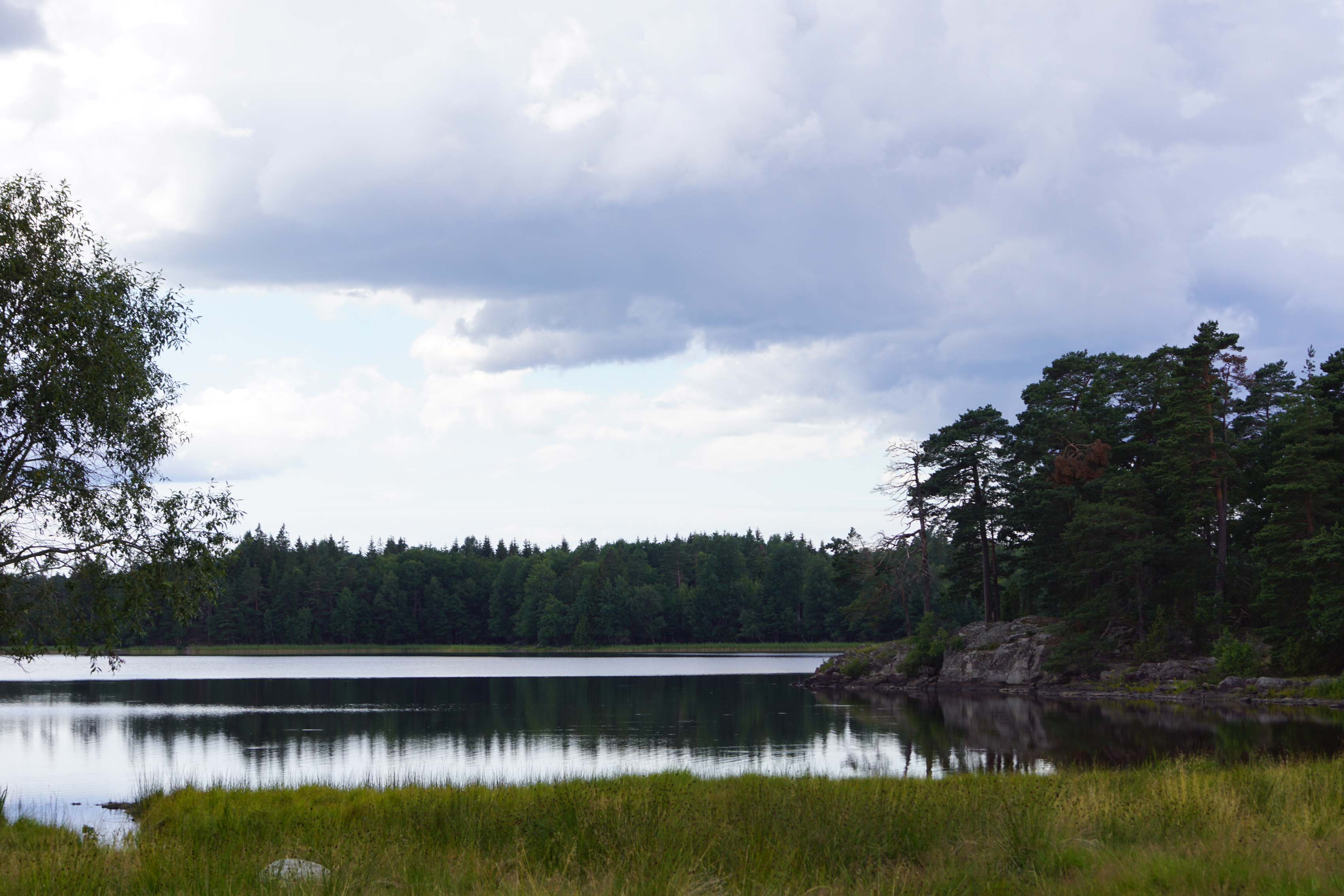

Vanderydsvattnet ingår i delavrinningsområde (645277-129895) som SMHI kallar för Utloppet av Vanderydsvattnet. Medelhöjden är 88 meter över havet och ytan är 60,36 kvadratkilometer. Räknas de 3 avrinningsområdena uppströms in blir den ackumulerade arean 97,61 kvadratkilometer. Slumpån som avvattnar avrinningsområdet har biflödesordning 2, vilket innebär att vattnet flödar genom totalt 2 vattendrag innan det når havet efter 96 kilometer. Avrinningsområdet består mestadels av skog (57 %). Avrinningsområdet har 10,6 kvadratkilometer vattenytor vilket ger det en sjöprocent på 17,5 %.